# Unipiha
Unipiha (Duits: Unnipicht) is een plaats in de Estlandse gemeente Nõo, provincie Tartumaa. De plaats heeft 81 inwoners (2021) en heeft de status van dorp (Estisch: küla).
Bij Unipiha ontspringt de beek Nõo oja, die door Nõo, de hoofdplaats van de gemeente, stroomt.

## Geschiedenis
Bij Unipiha zijn resten gevonden van een fort uit de 9e of 10e eeuw.
Het landgoed van Unipiha werd voor het eerst genoemd in 1582 onder de naam Unipieha. Het behoorde toe aan een reeks Baltisch-Duitse families, maar tussen 1837 en 1841 aan de Russische dichter Vasili Zjoekovski, die ook het landgoed van Meeri bezat. De laatste eigenaar voordat het landgoed in 1919 door door het net onafhankelijk geworden Estland werd onteigend, was Edgar von Rücker.
Het landhuis, waarschijnlijk gebouwd in de eerste helft van de 19e eeuw, bestaat nog. Het is in particuliere handen. Ook enkele bijgebouwen zijn bewaard gebleven, maar de meeste zijn in slechte staat.
Pas in de jaren twintig van de 20e eeuw ontstond een nederzetting op het terrein van het voormalige landgoed. In 1939 kreeg ze de status van dorp.

## Foto's

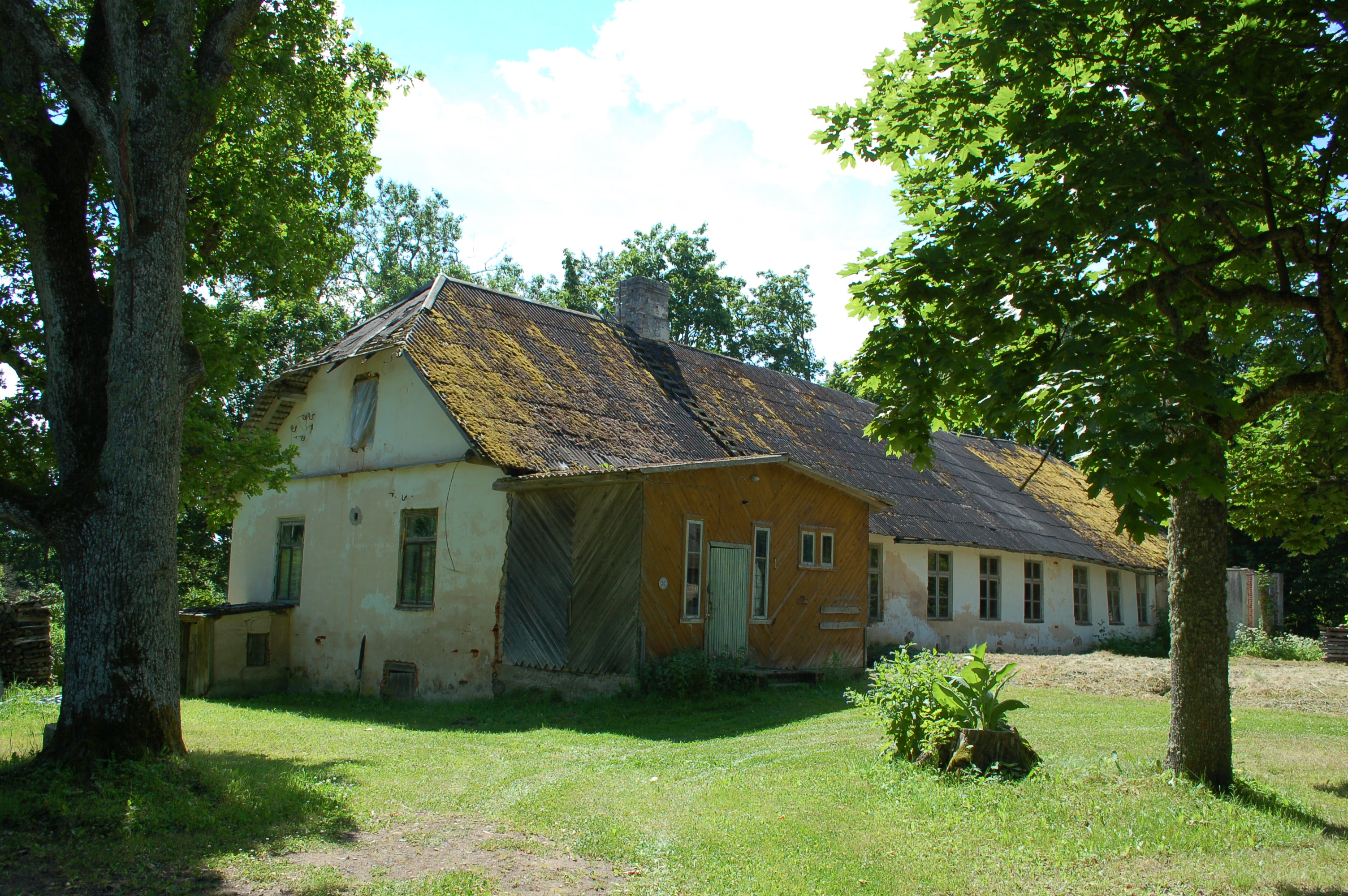
Het landhuis van Unipiha
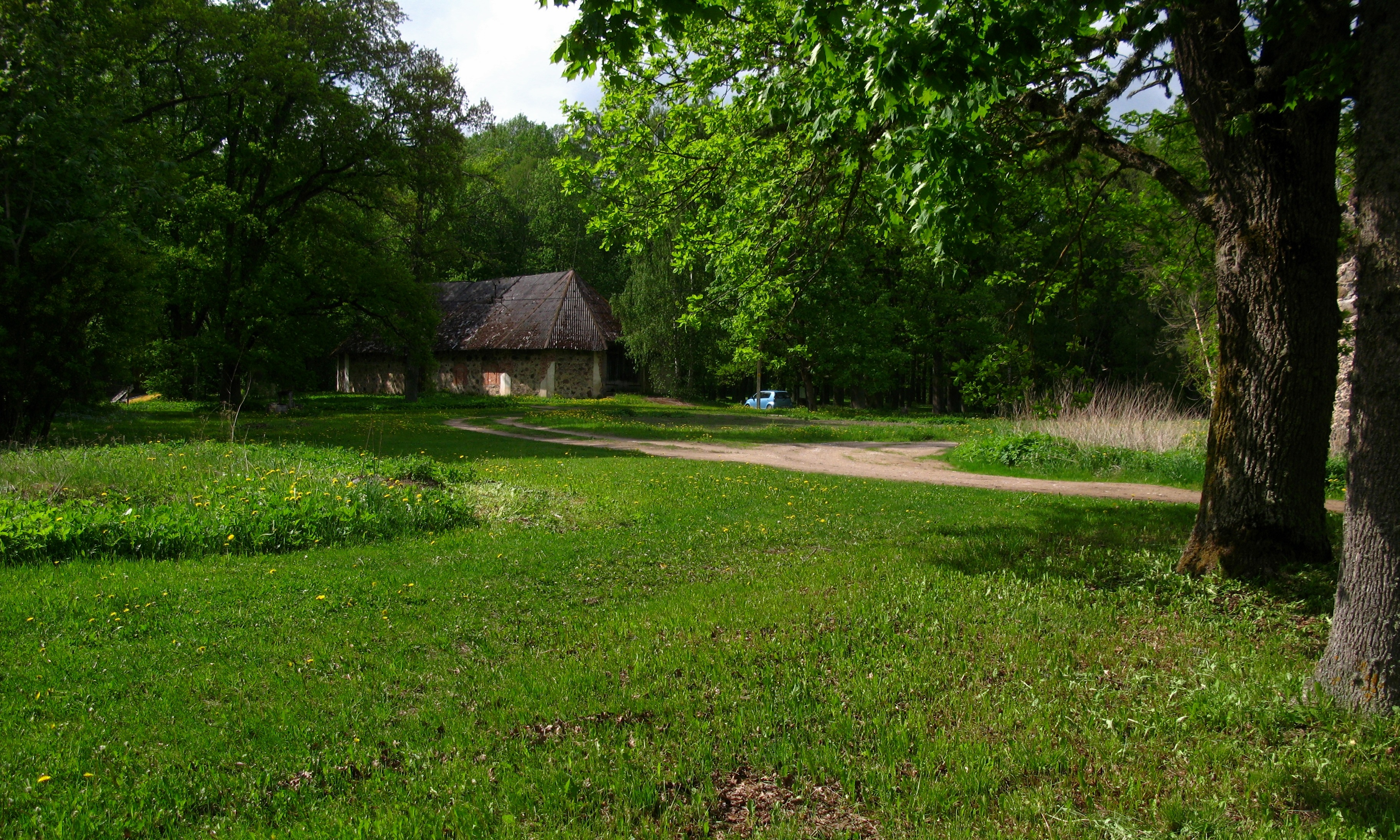
Het park bij het landhuis
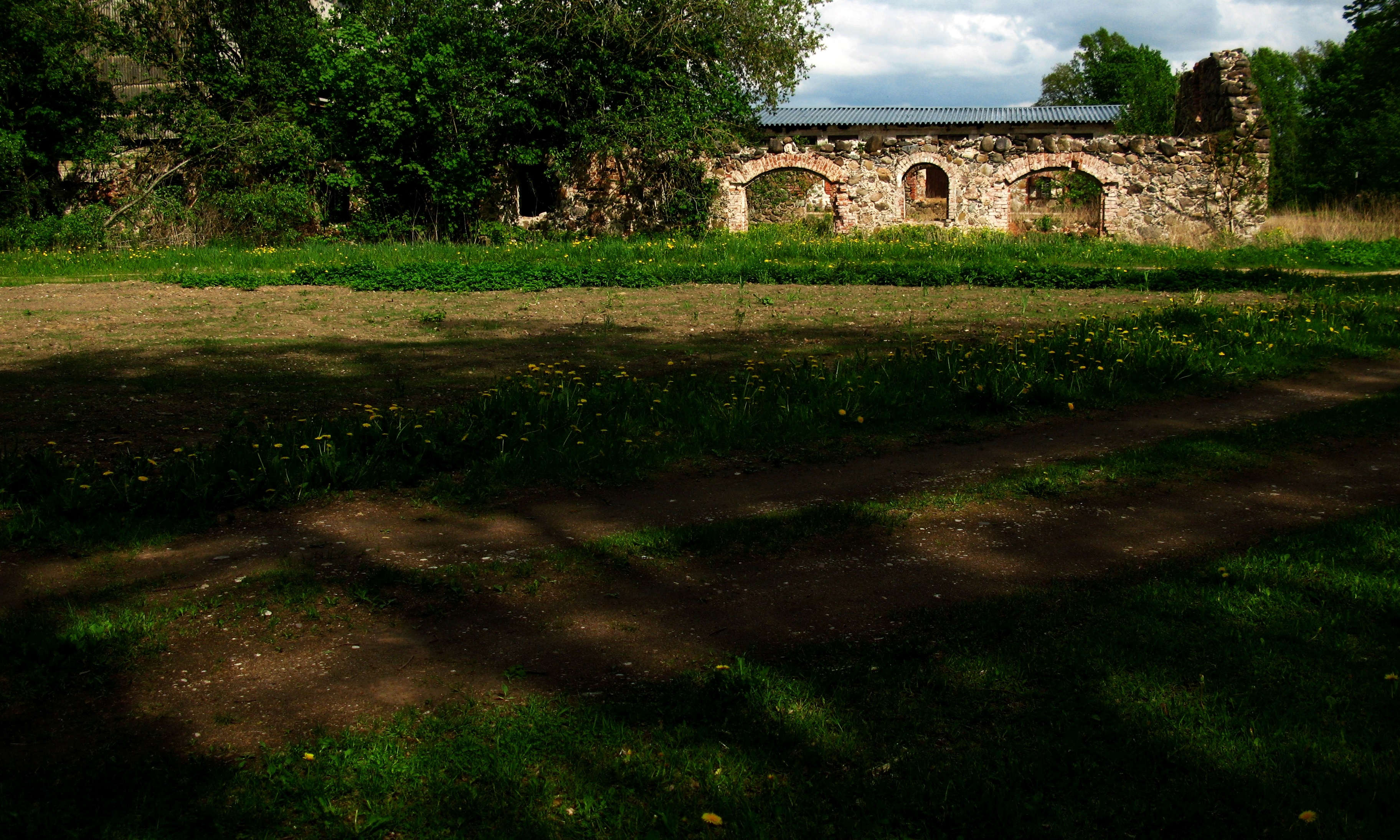
De resten van een van de bijgebouwen in het park bij het landhuis
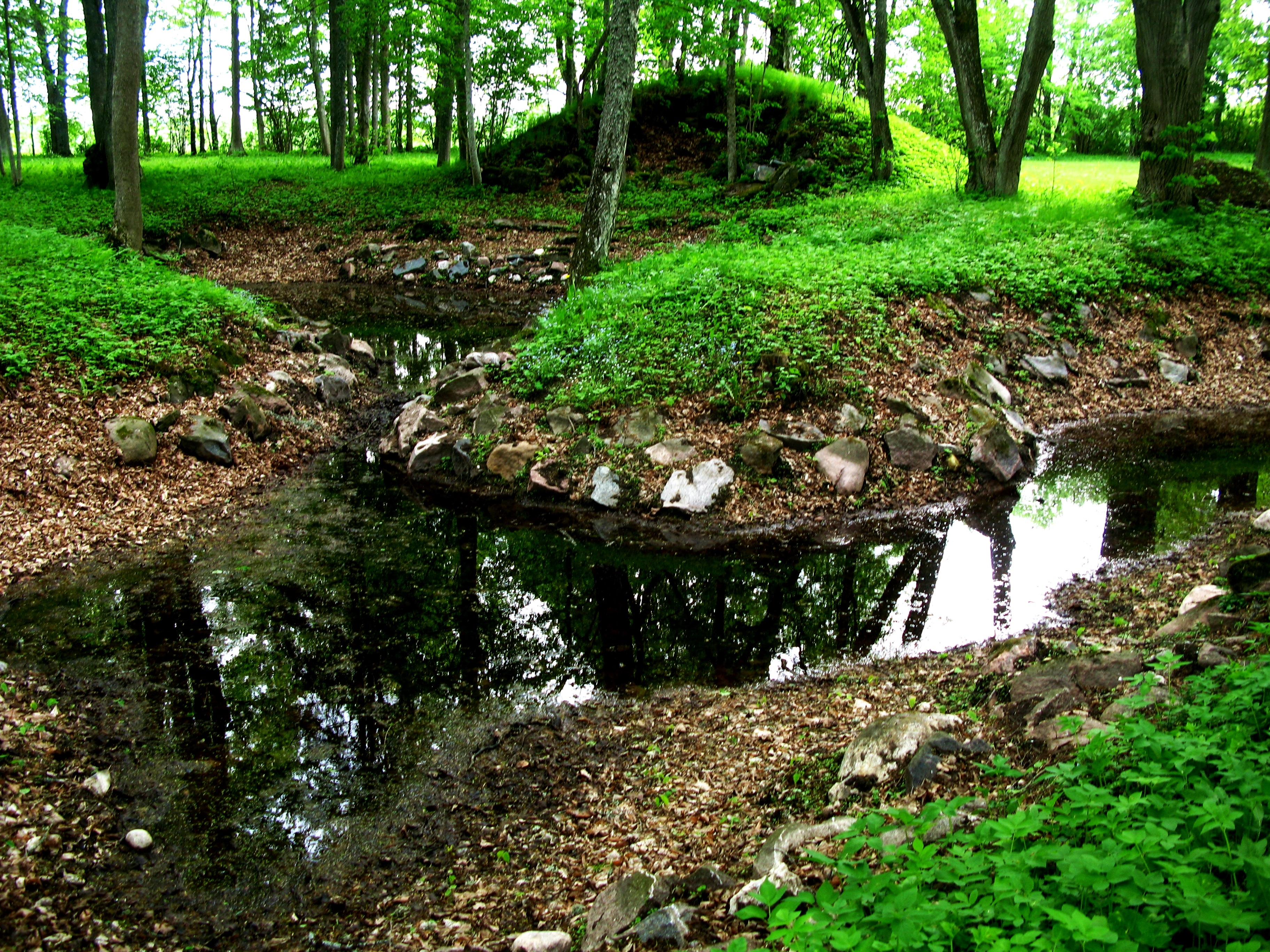
Vijver in het park